# Бадр Ель-Каддурі
Бадр ель Каддурі (нар. 31 січня 1981, Касабланка) — марокканський футболіст, захисник, відомий за виступами в київському «Динамо» і збірній Марокко.

## Клубна кар'єра

### Відад
Батько Бадра був свого часу футболістом і саме від нього виходив імпульс розвитку футбольних здібностей сина. Бадра зарахували в школу клубу «Відад» (Касабланка), він пройшов через всю юнацьку систему підготовки одного з найпопулярніших клубів Марокко. Зіграв усього 38 ігор у чемпіонаті своєї країни.

### Динамо
Його помітив український фахівець Юрій Севастьяненко та запропонував Валерієві Лобановському, в якого в «Динамо» була проблема з лівим захисником.

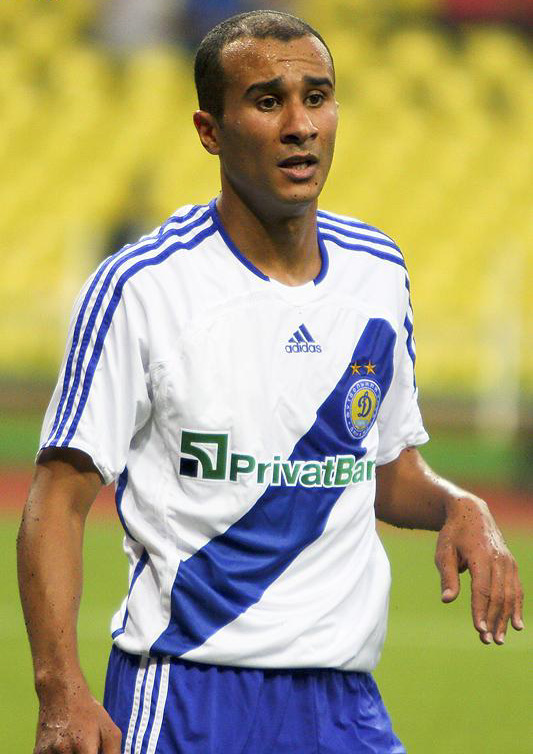
Під час виступів за «Динамо». 13 серпня 2008 року

У чемпіонаті України дебютував 17 серпня 2002 року в домашньому матчі проти луцької «Волині», який завершився перемогою киян з рахунком 3:1. Проте, спочатку Бадр не пробився до основного складу команди, програвши конкуренцію більш досвідченому Андрієві Несмачному. Тому марокканський легіонер був змушений виступати за другу динамівську команду.
Лише з початку 2004 року ель Каддурі зміг завоювати позицію на лівому фланзі в тактичній схемі «Динамо» і протягом восьми сезонів став стабільно виходити у складі «Динамо».
31 серпня 2011 року перейшов на правах оренди в шотландський «Селтік» з Глазго, ставши першим марроканцем в історії «кельтів». Провівши шість ігор смугастої біло-зеленій футболці і відзначившись одним забитим м'ячем (18 вересня в легендарному дербі проти «Глазго Рейнджерс») ель Каддурі повернувся в січні 2012 року в «Динамо», так і не пристосувавшись до британського стилю гри. Проте, після повернення Бадр не зміг виграти конкуренцію у Горана Попова і влітку 2012 року його було відправлено до другої команди.
31 січня 2013 року на офіційному сайті «Динамо» з'явилася інформація про те, що контракт з Бадром ель Каддурі було розірвано за домовленістю обох сторін. Таким чином гравець отримав статус вільного агента.

## Збірна
У національній збірній Марокко грає з 2002 року. Бадр Ель-Каддурі взяв участь у чотирьох кубках африканських націй — 2002, 2006, 2008 і 2012. У 2004 році грав на Олімпійських іграх в Греції.

## Приватне життя
Його мати працювала секретарем, а у батька агентство транзитних перевезень. Бадр одружений, має доньку Галью.

## Досягнення
- Чемпіонат України
  -  Чемпіон (4): 2002/2003, 2003/2004, 2006/2007, 2008/2009
  -  Віце-чемпіон (6): 2004/2005, 2005/2006, 2007/08, 2009/10, 2010/2011, 2011/2012
- Кубок України
  -  Володар (4): 2002/2003, 2004/2005, 2005/2006, 2006/2007
  -  Фіналіст (2): 2007/2008, 2010/2011
- Суперкубок України
  -  Володар (5): 2004, 2006, 2007, 2009, 2011
  -  Фіналіст (2): 2005, 2008